# Christian Kauter
Christian Kauter, född den 6 maj 1947 i Bern, Schweiz, är en schweizisk fäktare som tog OS-brons i herrarnas lagtävling i värja i samband med de olympiska fäktningstävlingarna 1976 i Montréal.